# Keith Gerard Mallinson Wood
Keith Gerard Mallinson Wood zkráceně Keith Wood (*27. leden 1972, Killaloe, County Clare, Irsko) je bývalý profesionální ragbista hrající v Rugby Union za sportovní kluby a Irskou ragbyovou reprezentaci. Hrával na pozici hooker (mlynář). V roce 2001 byl vyhlášen nejlepším ragbistou světa (World Rugby Player of the Year / IRB Player of the Year 2001). V roce 2003 ukončil svou ragbyovou kariéru. V roce 2014 byl jmenován do Světové ragbyové síně slávy. Za Irsko odehrál 58 zápasů a připsal si 75 bodů (1994 - 2003). 

## Kariéra

### Klubová kariéra
- 1995 - 1999 Harlequins
- 1999 - 2000 Munster
- 2000 - 2003 Harlequins

## Další informace
Wood je také hráčem irského hurlingu.

## Galerie

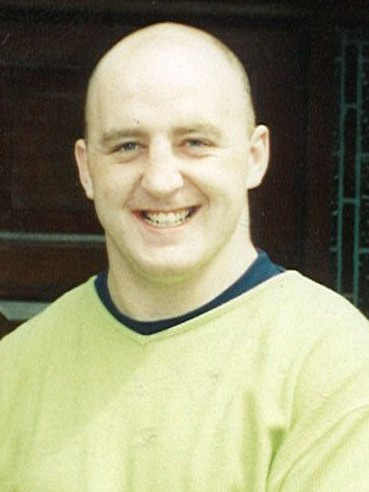